# Graecum
Graecum (von lateinisch examen Graecum ‚griechische Prüfung‘) ist der Name des Altgriechisch-Examens, ähnlich dem lateinischen Latinum und dem hebräischen Hebraicum, also der Nachweis von Kenntnissen des Altgriechischen in mindestens ausreichendem Maß.

## Notwendigkeit
Bis 1900 wurden an deutschen Universitäten Griechisch- und Lateinkenntnisse von jedem Studenten erwartet, da sie selbstverständlicher Bestandteil des gymnasialen Schulunterrichts und des Abiturs waren; unter dem Einfluss von Kaiser Wilhelm II., der die Alten Sprachen für überflüssig hielt, wurde dies geändert. Heutzutage ist der Erwerb des Graecums oder von Altgriechischkenntnissen nur noch in einigen wenigen Fächern Studienvoraussetzung; so vor allem in den Fächern evangelische und katholische Theologie sowie in allen altertumswissenschaftlichen Studienfächern wie Latein, Alter Geschichte und Klassischer Archäologie. In einigen dieser Fächer müssen allerdings nur Hauptfach- oder Promotionsstudenten das Graecum nachweisen; zudem gibt es Unterschiede von Hochschule zu Hochschule.

## Erwerb

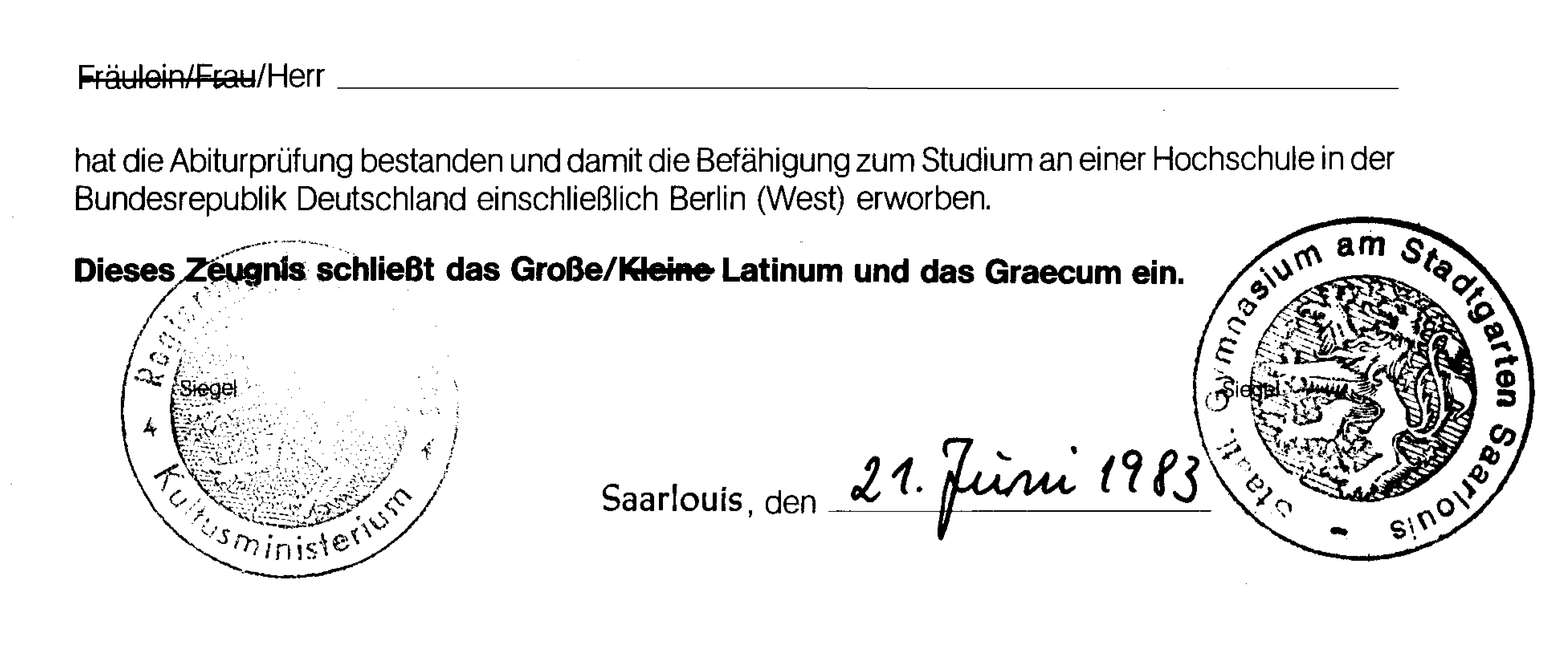
Vermerk über den Einschluss des Graecums auf einem Abiturzeugnis im Saarland (1983)

Das Graecum bestätigt „die Fähigkeit […], griechische Originaltexte im sprachlichen Schwierigkeitsgrad inhaltlich anspruchsvollerer Platon-Stellen in Inhalt, Aufbau und Aussage zu erfassen“ und kann durch die erfolgreiche Teilnahme an „aufsteigendem Pflichtunterricht“ in Altgriechisch mit der Abschlussnote „ausreichend“ (5 Punkte) oder besser erworben werden, welcher die vorgenannten Fähigkeiten vermittelt. Die Unterrichtsdauer beträgt in der Regel mindestens vier Jahre, Länder können in ihren Verordnungen auch längere Zeiten festlegen.
Aufgrund der relativen Seltenheit von Altgriechischunterricht an heutigen deutschen Schulen wird das Graecum jedoch meist in den ersten Semestern des Studiums als „Ergänzungsprüfung“ zum Abitur erworben. Zur Vorbereitung werden von Universitäten semesterbegleitende Sprachkurse (üblicherweise zwei oder drei Semester) angeboten. Weitere Vorbereitungsmöglichkeiten bieten private Institute mit Ferienintensivkursen. Zumeist wird in der Graecumsklausur die Übersetzung einer mittelschweren Platon- oder Xenophon-Passage verlangt, dazu kommt eine mündliche Prüfung. Ergänzungsprüfungen zum Graecum werden sowohl hochschulintern als auch durch die Bundesländer (in Hessen beispielsweise durch die staatlichen Schulämter) abgenommen. Die Prüfung kann bei Nichtbestehen einmalig, in einigen Bundesländern auch zweimalig, wiederholt werden.